# Diplôme d’études supérieures techniques
Das DEST oder DÉST (diplôme d’études supérieures techniques) ist ein Hochschuldiplom ausgestellt vom französischen Conservatoire National des Arts et Métiers (CNAM). Das DEST stellt einen Abschluss nach einem vierjährigen Hochschulstudium dar.
Gemäß den Informationen des Fachbereiches Informatik der Hochschule Darmstadt wurde dieses Diplom mit einem Schreiben vom März 2001 offiziell vom Sekretariat der Kultusministerkonferenz, Zentralstelle für ausländisches Bildungswesen, als berufsqualifizierender Hochschulabschluss in Deutschland anerkannt: „Das DEST kann zweifelsfrei als Abschluss eines vierjährigen Hochschulstudiums gemäß den französischen hochschulrechtlichen Bestimmungen identifiziert werden und wird somit auch in der Bundesrepublik Deutschland auf dem Niveau eines berufsqualifizierenden Hochschulabschlusses nach vierjähriger Studiendauer anerkannt werden.“